# Ерік Гілі
Ерік Гілі (англ. Eric Healey, нар. 20 січня 1975, Галл) — американський хокеїст, що грав на позиції крайнього нападника.

## Ігрова кар'єра
Хокейну кар'єру розпочав 1994 року в складі хокейної команди Політехнічного інституту Ренсселера. Надалі виступав за клуби АХЛ та ІХЛ.
12 серпня 2003, уклав однорічний контракт з клубом НХЛ «Атланта Трешерс» але сезон провів у складі «Чикаго Вулвс».
У сезоні 2004/05 виступав за німецький клуб «Адлер Мангайм». У складі «орлів Мангайму» став срібним призером чемпіонату Німеччини.
Наступного року повернувся до Північної Америки, де сезон провів у фарм-клубі «Бостон Брюїнс» «Провіденс Брюїнс» (АХЛ), правда Ерік провів два матчі і в НХЛ за «Бостон». 
З сезону 2008/09 він повертається до Європи, де захищає кольори команд Мура ІК, «Лангнау Тайгерс», «Грац Найнті Найнерс» та «Блек Вінгз Лінц» та завершую ігрову кар'єру в 2011.

## Статистика
| Сезон        | Клуб                              | Ліга         | Регулярний сезон | Регулярний сезон | Регулярний сезон | Регулярний сезон | Регулярний сезон | Плей-оф | Плей-оф | Плей-оф | Плей-оф | Плей-оф |
| Сезон        | Клуб                              | Ліга         | І                | Г                | П                | О                | ШХ               | І       | Г       | П       | О       | ШХ      |
| ------------ | --------------------------------- | ------------ | ---------------- | ---------------- | ---------------- | ---------------- | ---------------- | ------- | ------- | ------- | ------- | ------- |
| 1994–95      | Політехнічний інститут Ренсселера | НКАА         | 37               | 13               | 11               | 24               | 35               | —       | —       | —       | —       | —       |
| 1995–96      | Політехнічний інститут Ренсселера | НКАА         | 35               | 18               | 22               | 40               | 57               | —       | —       | —       | —       | —       |
| 1996–97      | Політехнічний інститут Ренсселера | НКАА         | 36               | 30               | 26               | 56               | 63               | —       | —       | —       | —       | —       |
| 1997–98      | Політехнічний інститут Ренсселера | НКАА         | 35               | 21               | 27               | 48               | 42               | —       | —       | —       | —       | —       |
| 1998–99      | «Сент-Джон Флеймс»                | АХЛ          | 64               | 14               | 24               | 38               | 77               | —       | —       | —       | —       | —       |
| 1998–99      | «Орландо Солар Бірс»              | ІХЛ          | 13               | 5                | 4                | 9                | 13               | 8       | 1       | 0       | 1       | 12      |
| 1999–00      | «Спрингфілд Фелконс»              | АХЛ          | 32               | 14               | 15               | 29               | 51               | 1       | 0       | 0       | 0       | 2       |
| 2000–01      | «Спрингфілд Фелконс»              | АХЛ          | 66               | 16               | 17               | 33               | 53               | —       | —       | —       | —       | —       |
| 2001–02      | «Джексон Бандітс»                 | ХЛСУ         | 2                | 1                | 1                | 2                | 0                | —       | —       | —       | —       | —       |
| 2001–02      | «Манчестер Монархс»               | АХЛ          | 65               | 24               | 34               | 58               | 45               | 5       | 2       | 2       | 4       | 8       |
| 2002–03      | «Манчестер Монархс»               | АХЛ          | 75               | 42               | 31               | 73               | 47               | 3       | 1       | 0       | 1       | 2       |
| 2003–04      | «Чикаго Вулвс»                    | АХЛ          | 71               | 31               | 20               | 51               | 52               | 10      | 3       | 6       | 9       | 10      |
| 2004–05      | «Адлер Мангайм»                   | ДХЛ          | 50               | 16               | 13               | 29               | 54               | 13      | 2       | 4       | 6       | 12      |
| 2005–06      | «Провіденс Брюїнс»                | АХЛ          | 66               | 29               | 42               | 71               | 49               | 5       | 2       | 3       | 5       | 0       |
| 2005–06      | «Бостон Брюїнс»                   | НХЛ          | 2                | 0                | 0                | 0                | 2                | —       | —       | —       | —       | —       |
| 2006–07      | «Спрингфілд Фелконс»              | АХЛ          | 80               | 27               | 48               | 75               | 51               | —       | —       | —       | —       | —       |
| 2007–08      | «Лейк Ері Монстерз»               | АХЛ          | 74               | 22               | 36               | 58               | 48               | —       | —       | —       | —       | —       |
| 2008–09      | Мура ІК                           | Аллсвенскан  | 20               | 10               | 15               | 25               | 36               | —       | —       | —       | —       | —       |
| 2008–09      | «Лангнау Тайгерс»                 | НЛА          | 13               | 5                | 7                | 12               | 6                | —       | —       | —       | —       | —       |
| 2009–10      | «Грац Найнті Найнерс»             | Австрія      | 53               | 27               | 40               | 67               | 18               | 6       | 1       | 4       | 5       | 2       |
| 2010–11      | «Блек Вінгз Лінц»                 | Австрія      | 19               | 4                | 9                | 13               | 18               | —       | —       | —       | —       | —       |
| Усього в НХЛ | Усього в НХЛ                      | Усього в НХЛ | 2                | 0                | 0                | 0                | 2                | —       | —       | —       | —       | —       |
| Усього в АХЛ | Усього в АХЛ                      | Усього в АХЛ | 593              | 219              | 267              | 486              | 473              | 24      | 8       | 11      | 19      | 22      |